# Biología evolutiva del desarrollo

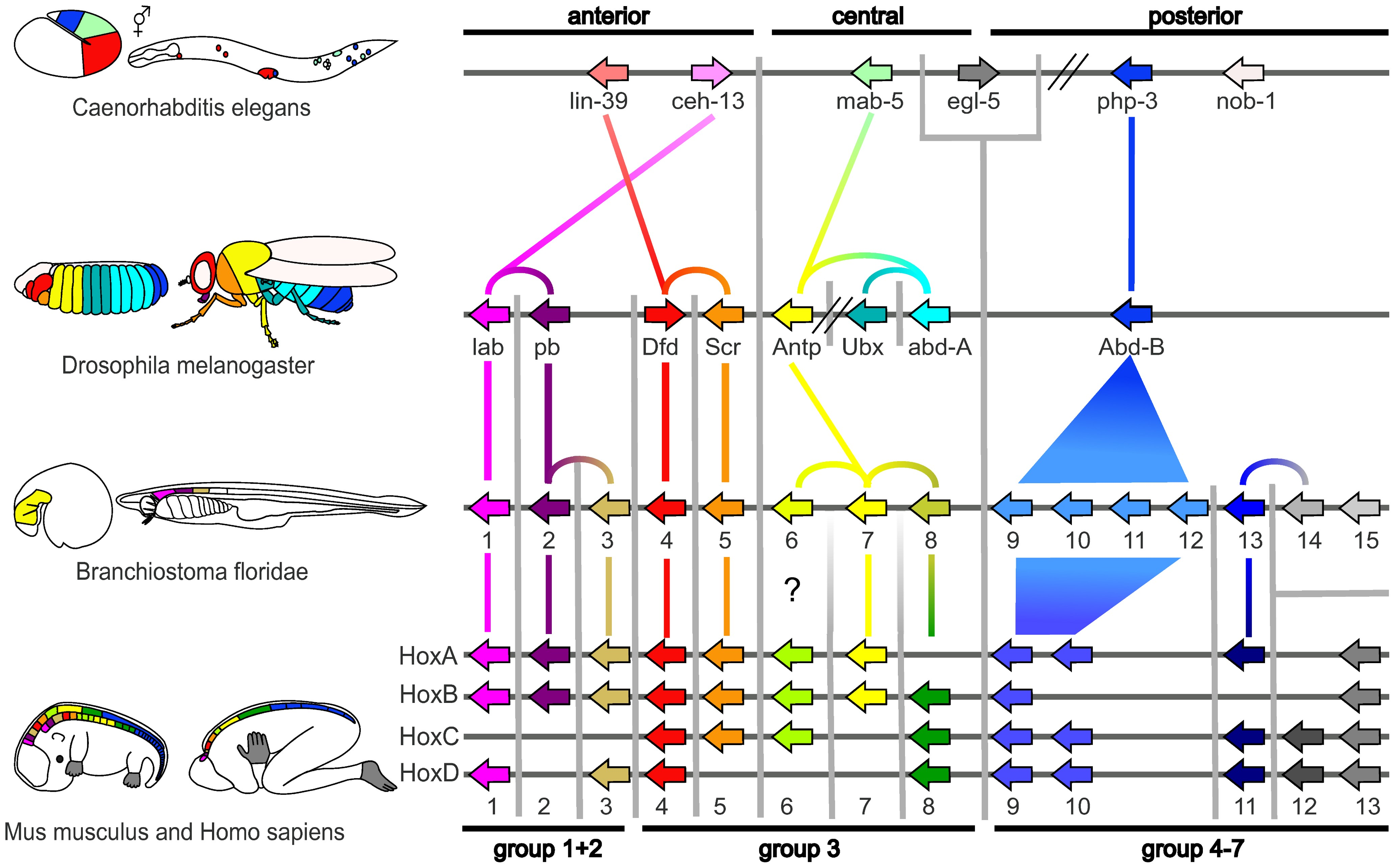
Los genes homólogos hox en animales tan diferentes como insectos y vertebrados controlan el desarrollo embrionario y, por lo tanto, la forma de los cuerpos adultos. Estos genes han sido altamente conservados a través de cientos de millones de años de evolución.

La biología evolutiva del desarrollo (o informalmente evo-devo, del inglés evolutionary developmental biology) es un campo de la biología que compara el proceso de desarrollo de diferentes organismos con el fin de determinar sus relaciones filogenéticas. De igual forma, busca identificar los mecanismos del desarrollo que dan origen a cambios evolutivos en los Fenotipos de los individuos (Hall, 2003). El interés principal de esta nueva aproximación evolutiva es entender cómo la forma orgánica (estructuras novedosas y nuevos patrones morfológicos) evoluciona. De este modo, la evolución se define como el cambio en los procesos de desarrollo.
El enfoque adoptado por la evo-devo es multidisciplinar, confluyendo disciplinas como la biología del desarrollo (incluyendo la genética del desarrollo), la genética evolutiva, la sistemática, la morfología, la anatomía comparada, la paleontología y la ecología.

## Introducción

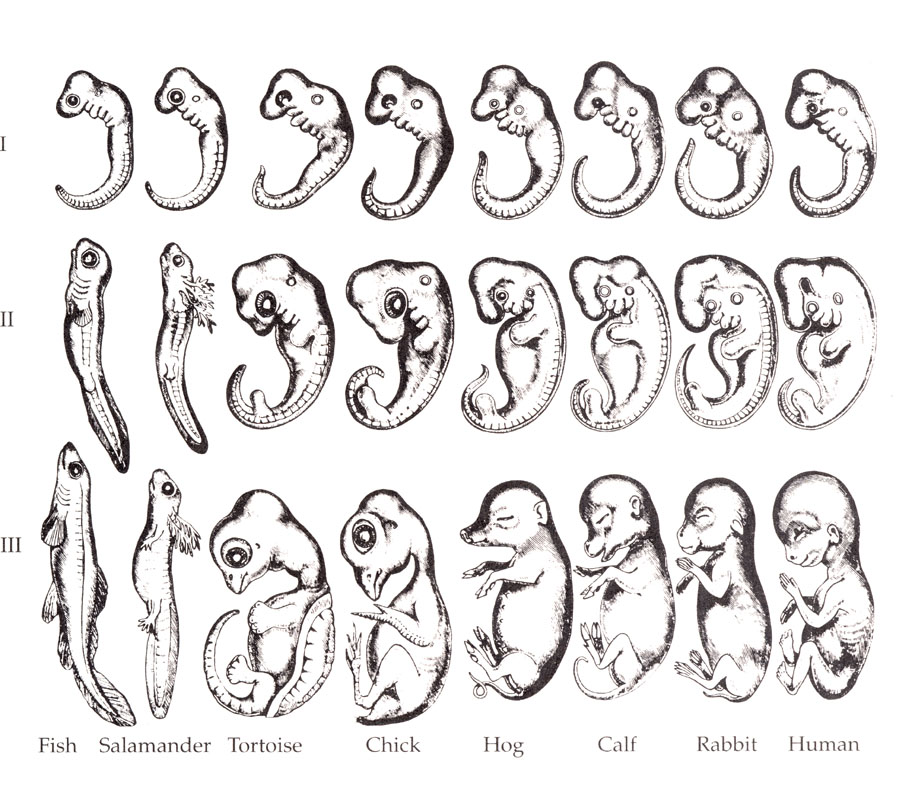
Copia de dibujos de embriones de George Romanes (1892) de los dibujos de embriones de Ernst Haeckel, a menudo atribuida incorrectamente a Haeckel.

La historia de la Biología evolutiva del Desarrollo se remonta a la tradición analógica que, ya en Grecia, estableció un paralelismo entre el desarrollo ontogenético y la organización de los seres vivos.  La vinculación entre evolución y desarrollo se origina a partir de la Embriología comparada del siglo XIX, con los trabajos de Étienne Geoffroy St.-Hilaire, Johann Friedrich Meckel (Panchen, 2001) y especialmente con los de  Karl Ernst von Baer  y  Ernst Haeckel,  cuyas leyes fueron una generalización del modo en que evoluciona el desarrollo, independientemente del taxón en cuestión (Arthur, 2002). Posterior a este periodo, el estudio e interés por los procesos del desarrollo y su importancia en la evolución permaneció quiescente cerca de un siglo, debido al surgimiento del Neodarwinismo, cuyo principal interés fue la genética de poblaciones.
La situación comenzó a cambiar temprano en la década de los ochenta con el descubrimiento de los genes Homeóticos o Genes Hox, los cuales estaban involucrados en el control de la expresión de otros grupos de genes durante el proceso de desarrollo embrionario y en la organización de los diferentes segmentos del cuerpo (control de la diferenciación del eje antero-posterior). Todos estos genes se caracterizan por tener una región conservada de 180pb, llamada Homeobox. Así mismo, los genes Hox están dispuestos en fila, alineados en el mismo orden en que están dispuestas las partes del cuerpo en las que actúan, a esto se denominó colinearidad, pero lo más sorprendente, fue encontrar que los mismos genes homeóticos están presentes en casi todos los animales, desde la mosca hasta el humano (Aranda, 1997; Sampedro, 2002). Uno de los principales enfoques durante los últimos 25 años, ha sido el estudio comparativo de los patrones espaciotemporales de expresión de genes del desarrollo, sin embargo, evo-devo comprende mucho más que cambios en los patrones de expresión génica, y durante los últimos años, nuevos conceptos generales han surgido, lo cual ha obligado a que la biología evolutiva del desarrollo incorpore en su cuerpo teórico muchos más elementos (Arthur, 2002). Este amplio rango de campos, ha hecho de la evo-devo  una rama de la biología bastante integradora, llegando al punto que muchos autores la consideran como la nueva síntesis evolutiva. 
Inicialmente  Brian Hall (2000) (citado en: Hall, 2003), identificó cinco temas clave que trabaja el campo emergente de la evo-devo:
- 1.Origen y Evolución del Desarrollo embrionario.
- 2.Cómo modificaciones del Desarrollo y procesos del desarrollo conducen al origen de nuevos rasgos fenotípicos.
- 3.La plasticidad adaptativa del desarrollo en la evolución de historias de vida
- 4.Cómo la ecología (las interacciones ecológicas)  actúan sobre el desarrollo para modular el cambio evolutivo.
- 5.Las bases embrionarias de la homología y la Homoplasia.

Sin embargo, Wallace Arthur (2002) ha ampliado este rango de temas, generalizándolos muchísimo más y adicionando conceptos específicos a cada uno de ellos.
| Temas Generales                                | Conceptos Específicos |
| ---------------------------------------------- | --- |
| La Naturaleza de la Variación Ontogénica       | Reprogramación del Desarrollo, Constreñimientos del desarrollo, Sesgo del Desarrollo, Direccionamiento del desarrollo (Developmental drive), Norma de Reacción |
| Re-uso de genes del desarrollo en la Evolución | Co-opción (Co-option), Exaptación, Cassettes de genes del desarrollo, Paramorfismo                                                                             |
| Aspectos de Evolución conservativa             | Planes corporales, Configuraciones estables evolutivas, Etapa filotípica, Zootipo, Homología                                                                   |
| Factores que promueven el cambio evolutivo     | Modularidad, Disociabilidad (Dissociability), Evolucionabilidad (Evolvability), Duplicación y divergencia ( de partes corporales y genes)                      |
| Evo-Devo y Selección Natural                   | Atrincheramiento generativo (Generative entrenchment), Procesos de co-adaptación del desarrollo, Desenmascarar variación críptica, Asimilación Genética        |

## Desarrollo y origen de la novedad
Entre los resultados más sorprendentes y, probablemente, más contraintuitivos de la investigación en biología evolutiva del desarrollo se encuentra el hecho de que la diversidad de los planes corporales y de la morfología de los organismos a lo largo de muchos filos no aparecen necesariamente reflejados en una diversidad a nivel de las secuencias de genes implicadas en la regulación del desarrollo. De hecho, como señalan Gerhart y Kirschner (1997), nos encontramos con una aparente paradoja: "allí donde esperamos encontrar variación, encontramos conservación, ausencia de cambio".
Incluso dentro de una misma especie, la ocurrencia de nuevas formas dentro de una población no indica la preexistencia de variación genética suficiente para dar cuenta de la diversidad morfológica. Por ejemplo, aun cuando la variación genética es baja, encontramos una variación significativa en la morfología de las extremidades de las salamandras, así como en el número de segmentos de los centípedos. 
Así, se plantea una cuestión fundamental para la investigación en el campo de la evo-devo: ¿De dónde procede la novedad si la novedad morfológica que observamos a nivel de los diferentes clados no se refleja siempre en el genoma?
La novedad puede surgir a través de varios medios, incluyendo la duplicación genética y los cambios en la regulación genética. La duplicación genética permite la fijación de una función celular o bioquímica particular en un locus, de modo que el locus duplicado queda libre para desempeñar una nueva función. Los cambios en la regulación genética son efectos de "segundo orden" que resultan de la interacción y del ritmo de actividad de las redes genéticas, propiedades distintas del funcionamiento de los genes individuales en la red. 
El descubrimiento en la década de los ochenta de los Homeobox permitió que los investigadores en biología del desarrollo evaluaran empíricamente la importancia relativa de la duplicación y de la regulación genética en la evolución de la diversidad morfológica. Varios biólogos sugieren que los "cambios en los sistemas cis-regulatorios de genes" son más significativos que los "cambios en el número de genes o en la función de las proteínas" (Carroll 2000). 

## Caja de herramientas del desarrollo
La caja de herramientas consiste en genes cuyos productos controlan el desarrollo de un organismo multicelular. Diferencias en la expresión del  “genetic toolkit”   afectan el plan corporal, el número, la identidad y la organización de las partes del cuerpo. Este genetic toolkit está altamente conservado a través de los Phyla animales. Solo una pequeña fracción de los genes en el genoma está involucrada en el proceso de desarrollo.  La gran mayoría de los genes de la “caja de herramientas”  son componentes de rutas de señalización y codifican Factores de transcripción, proteínas de adhesión celular,  receptores de membrana y morfogenos secretados.  Su función es altamente correlacionada con sus patrones de expresión espaciotemporal (Carroll et al, 2005).

Investigaciones realizadas por Zuckerkandl, Brittenand y Davidson (citados en Carroll, 2008), sugirieron que la evolución de la Anatomía podía ocurrir debido a cambios en la regulación génica, más que por modificaciones en las secuencias de genes. De igual modo, Merks (1997) menciona que estudios realizados en genes hox, han mostrado que existen dos posibles mecanismos por los cuales pudo haber evolucionado la enorme diversidad de segmentos que presentan los artrópodos. 
El primero, ocurre por cambios en las regiones diana corriente arriba (enhancers) de los genes Hox, un ejemplo es la represión del gen Distall-less por la acción de los productos de los genes Ubx y Abd-A, que ocurre en insectos y que resulta en segmentos abdominales sin presencia de miembros. Para el caso de los Miriapodos, Distall-less, no está represado, sugiriendo que la regulación de Distall-less, por Ubx y Abd-A, pudo haber evolucionando solo en el linaje de los insectos. Segundo, la regulación corriente arriba de los genes Hox pudo cambiar durante la evolución de los artrópodos, resultando, en cambios de los diferentes dominios de expresión de los Hox. Esto en su momento, pudo dar origen a cambios de los límites entre diferentes tipos de apéndice (Merks, 1997). Las implicaciones evolutivas de la regulación modular de genes que construyen el cuerpo son profundas. En teoría, mutaciones de enhancers permitirían a partes individuales del cuerpo, ser selectivamente modificados sin cambiar genes o proteínas. Y durante los últimos años, la evidencia muestra que parece ser que así es como ha ocurrido la evolución de patrones morfológicos y partes del cuerpo (Carroll et al, 2008).
A partir estas evidencias y estudios propios, Sean Carroll, en el 2008, propuso una teoría molecular Epigenética de la Evolución Morfológica. La hipótesis de Sean Carroll sobre el origen de la forma orgánica, denominada The cis-Regulatory Hypothesis, está consensada en los siguientes puntos (Carroll, 2008):
- 1. La forma evoluciona enormemente por la alteración de la expresión de proteínas funcionalmente conservadas

- 2. Estos cambios colosales, ocurren por medio de mutaciones en las regiones reguladoras en Cis de genes reguladores mosaico pleiotrópicos del desarrollo (cis-regulatory regions of mosaically pleiotropic developmental regulatory genes), esto quiere decir, genes reguladores del desarrollo, que producen proteínas que cumplen muchos roles, y que funcionan independientemente del tipo celular, estratos germinales, partes corporales y etapas del desarrollo. Y también por mutaciones en las regiones cis de los genes diana que están involucrados en la vasta red de regulación que los anteriores controlan.

La evo-devo sostiene que la naturaleza combinatoria de la regulación de la transcripción genética proporciona un rico sustrato para la diversidad morfológica, dado que las variaciones en el nivel, patrón o ritmo de la expresión genética pueden proporcionar más variación para que la selección natural actúe sobre ellos que los cambios que se producen solamente en el producto génico. 
Los cambios epigenéticos incluyen la modificación del material genético debida a metilación y otras alteraciones químicas reversibles (Jablonka y Lamb 1995) así como la remodelación no programada del organismo por efectos ambientales, debida a la inherente plasticidad fenotípica de los organismos en desarrollo (West-Eberhard 2003). Los biólogos Stuart A. Newman y Gerd B. Müller han sugerido que los primeros organismos en la historia de la vida multicelular eran más susceptibles a esta segunda categoría de la determinación epigenética que los organismos modernos.

## Propiedades de los sistemas de desarrollo

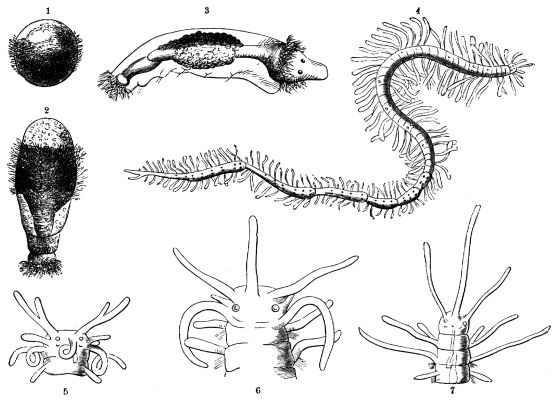
Ontogénesis de un poliqueto

Gerd Müller (1991) ha identificado tres propiedades características de los sistemas de desarrollo: organización jerárquica, interdependencia interactiva y condiciones de equilibrio.

## Mecanismos evolutivos del desarrollo

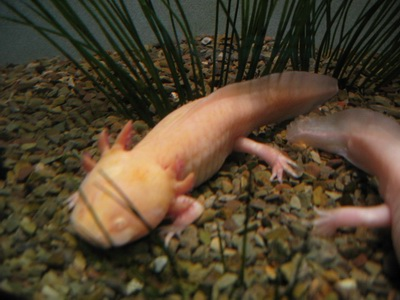
Un ejemplo clásico de neotenia entre los vertebrados lo encontramos en el ajolote, especie acuática de salamandra que conserva en su fase adulta los rasgos que en otras especies de salamandra aparecen en la fase de larva.

| Niveles          | Mecanismos |
| ---------------- | --- |
| Gen              | regulación, redes, interacciones, tamaño del genoma, procesos epigenéticos (metilación, impronta, desactivación cromosómica) |
| Célula           | división, migración, condensación, diferenciación, interacción, patrones, morfogénesis, inducción embriológica,              |
| Tejidos, Órganos | modularidad, segmentación, interacciones epitelio-célula madre, crecimiento                                                  |
| Organismos       | asimilación genética, plasticidad fenotípica, polimorfismo, morfología funcional                                             |

### Nivel molecular-genético
Los mecanismos que actúan a nivel genético son estudiados por la genética del desarrollo:
- Los genes HOX.

### Nivel epigenético
- Campo morfogenético.
- En los sistemas epigenéticos, la amplificación epigenética es el fenómeno por el cual un pequeño cambio durante la morfogénesis (por ejemplo, en la invaginación del epitelio, en el área de contacto entre tejidos o en el inicio o terminación de la osificación) tiene como resultado un gran cambio fenotípico. Este fenómeno puede dar cuenta de los saltos macroevolutivos postulados por la teoría del equilibrio puntuado.[9]
- La heterocronía implica un cambio en el ritmo de los procesos de desarrollo de manera que un suceso ocurre antes, después o a una velocidad distinta en un taxón en comparación con ese mismo proceso de desarrollo en su antecesor.[10]
- La influencia del contexto ecológico en la ontogénesis.

### Nivel fenotípico
- La asimilación genética es aquel proceso mediante el cual una respuesta fenotípica a un factor ambiental es asimilada (a través de la selección natural) por el genotipo de tal manera que se vuelve independiente del inductor ambiental.

- La plasticidad del desarrollo  (a veces llamada también plasticidad fenotípica). Es la habilidad de un genotipo para dar origen a más de un fenotipo, incluso en el mismo ambiente. Sea o no el ambiente uniforme, la relación entre Genotipo y el Fenotipo será de una a muchas y no de uno a uno. El fenotipo estructural instruido por el estímulo del medio ambiente se denomina morfo o hábito. Cuando la plasticidad del desarrollo se manifiesta como un espectro continuo de fenotipos expresados por un solo genotipo en una amplia gama de condiciones ambientales, dicho espectro se denomina norma de reacción. La norma de reacción se cree que es una propiedad del genoma, que también puede ser seleccionada (Gilbert,2001).

## Ejemplos

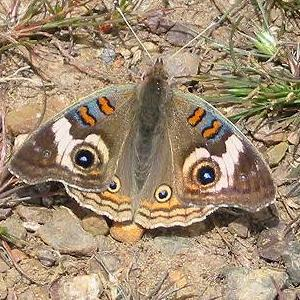
Junonia coenia

- La evolución de las manchas oculares de las mariposas.

## Hacia una biología integrativa: la unión entre ecología, biología del desarrollo y evolución (Eco evo devo)
La producción de un fenotipo está regulada por la expresión diferencial de genes. Sin embargo, los reguladores de la expresión génica no tienen por qué residir todos en el embrión. Los factores ambientales, como temperatura, fotoperíodo, la dieta, la densidad de población, o la presencia de depredadores, pueden producir fenotipos específicos, presumiblemente, mediante la alteración de patrones de expresión génica. El campo de la biología ecológica del desarrollo (Eco Devo) busca mirar el desarrollo en el mundo real, el cual es afectado por las interacciones ecológicas y las señales del ambiente. Entonces, la regulación de la expresión de los genes no determina el fenotipo de una manera aislada, sino que responde a estas señales. Lo anterior repercute en el proceso evolutivo de las poblaciones ya que el ambiente y las comunidades - y por lo tanto las presiones de selección- se ven modificadas por las respuestas fenotípicas de los individuos; un ejemplo es la Coevolución entre plantas y sus especies polinizadoras. Los defensores de tal visión argumentan que los fenotipos conductuales, morfológicos y fisiológicos no son los productos finales, sino que también son capaces de alterar las presiones de selección. De esta manera, ecología, desarrollo y evolución no sólo se retroalimentan entre sí, sino que son contingentes uno del otro. Las preocupaciones ecológicas han desempeñado un papel importante en la formación de la embriología experimental y están retornado como una necesidad de conocer cuales son los efectos del cambio ambiental en el desarrollo los organismos tanto en estado adulto como en las larvas.
Los análisis de la forma son ampliamente usados en Eco-evo- devo para estudiar distintos temas de interés, entre ellos la Plasticidad fenotípica, cambios evolutivos en la forma tanto de caracteres como de organismos durante la ontogenia, así como para entender los orígenes de conceptos como la estabilidad del Desarrollo, Canalización y Modularidad. 
La combinación de Morfometría y biología del desarrollo es nueva. La adición de la Morfometría geométrica es prometedora para los enfoques utilizados actualmente en la biología del desarrollo,  evolutiva y la genética. Estos métodos son muy sensibles y pueden incluso demostrar aun los cambios más sutiles en la variación morfológica. Debido a que el enfoque geométrico se basa en una completa caracterización de la forma, los análisis morfométricos de la variación del desarrollo proveen una nueva conexión para el estudio del desarrollo y la evolución.